# Cryptochrysa auripennis
Cryptochrysa auripennis là một loài bướm đêm trong họ Noctuidae.